# De Alaska a Patagonia
De Alaska a Patagonia es un programa de televisión chileno en Canal 13, fue estrenado el 14 de octubre de 2017, en el bloque Sábado de reportajes. Cristián y Claudia recorrerán desde Canadá a la Patagonia Chilena.

## Personajes
- Cristián Riquelme (n. 1979)
- Claudia Quinzio (n. 1984)

## Episodios
1. "La Partida"[4]
2. "Estados Unidos"
3. "Estados Unidos - México"
4. "México"
5. "Guatemala"
6. "Honduras y El Salvador"
7. "Costa Rica, Panamá, Colombia"
8. "Colombia, Ecuador"
9. "Ecuador - Perú"
10. "Perú - Chile"
11. "Chile"
12. "Resumen 1"
13. "Resumen 2"